# Хнов
Хнов (рос. Хнов) — село Ахтинського району, Дагестану Росії. Входить до складу муніципального утворення Сільрада Село Хнов.
Населення — 2085 (2015).

## Населення
За даними перепису населення 2002 року в селі мешкало 1636 осіб. У тому числі 815 (49,82 %) чоловіків та 821 (50,18 %) жінка.
Переважна більшість мешканців — рутульці (100 % від усіх мешканців). У селі переважає рутульська мова.